# El Ostional
El Ostional est une ville côtière sur la rive de l'Océan Pacifique au Nicaragua, située dans la municipalité de San Juan del Sur, dans le Département de Rivas, à 170 km au sud de Managua.
Sa population est d'environ 1 000 habitants.
L'activité économique est liée à la pêche et au tourisme.
La ville a été affectée par le séisme de 1992 au Nicaragua (en) et le tsunami associé, ainsi que celui de 2004. En 2017, la communauté a été la deuxième de toute la côte Pacifique des Amériques à être considérée comme préparée aux tsunamis.